# 燃氣渦輪機車

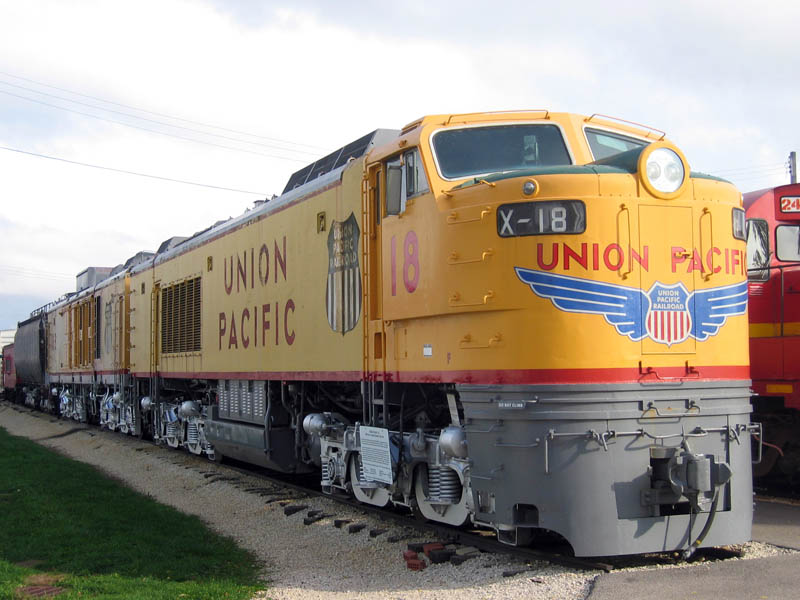
保存在伊利諾伊鐵道博物館的聯合太平洋UP18燃氣渦輪機車

燃氣渦輪機車是燃氣輪机驅動的鐵路機車，是内燃机车的一种。燃气轮机能使用较为劣质的燃料，如重油等。因此对能源的适应性比同属内燃机车的柴油机车强。又因为不需要水，可在低气压的高原环境工作，环境适应性比柴油机车和蒸汽机车强。
燃氣渦輪機車於第二次世界大戰時期開始試驗，但早於1950、60年代已達高峰期。隨著燃料價格飆升（石油危機），发现重油裂解为汽油的方法，燃气轮机车丧失了廉价的燃料，燃氣渦輪機車已逐漸淡出。

## 涡轮电力传动

### 俄罗斯
俄罗斯至今仍然进行燃气轮机车的研究和生产, 在某些天然資源特異的路線，能沿路使用一些重工廠的劣质殘餘油，此情況下燃氣渦輪機車依然有競爭力。
两种燃气轮机电力机车类型在苏联进行了测试。 测试计划始于 1959 年，一直持续到 1970 年代初。 G1-01 货运 GTEL 计划由两个 C-C 轮布置的机车组成，但只建造了一个部分。 GP1 是一种类似的设计，也采用 C-C 轮布置，于 1964 年引入测试计划。制造了两台设备，GP1-0001 和 GP1-0002，它们也用于常规服务。 两种类型的最大输出功率均为 2,600 kW（3,500 hp）.
2006 年，俄罗斯铁路 推出了 GEM-10 切换台 GTEL。 涡轮机使用 液化天然气 (LNG) 运行，最大输出功率为 1,000 kW（1,300 hp）。 GEM-10 具有 C-C 轮排列。 TGEM10-0001 使用与 GEM-10 相同的涡轮机和燃料，是带有 B-B+B-B 轮布置的两单元 (cow-calf) 切换器 GTEL。

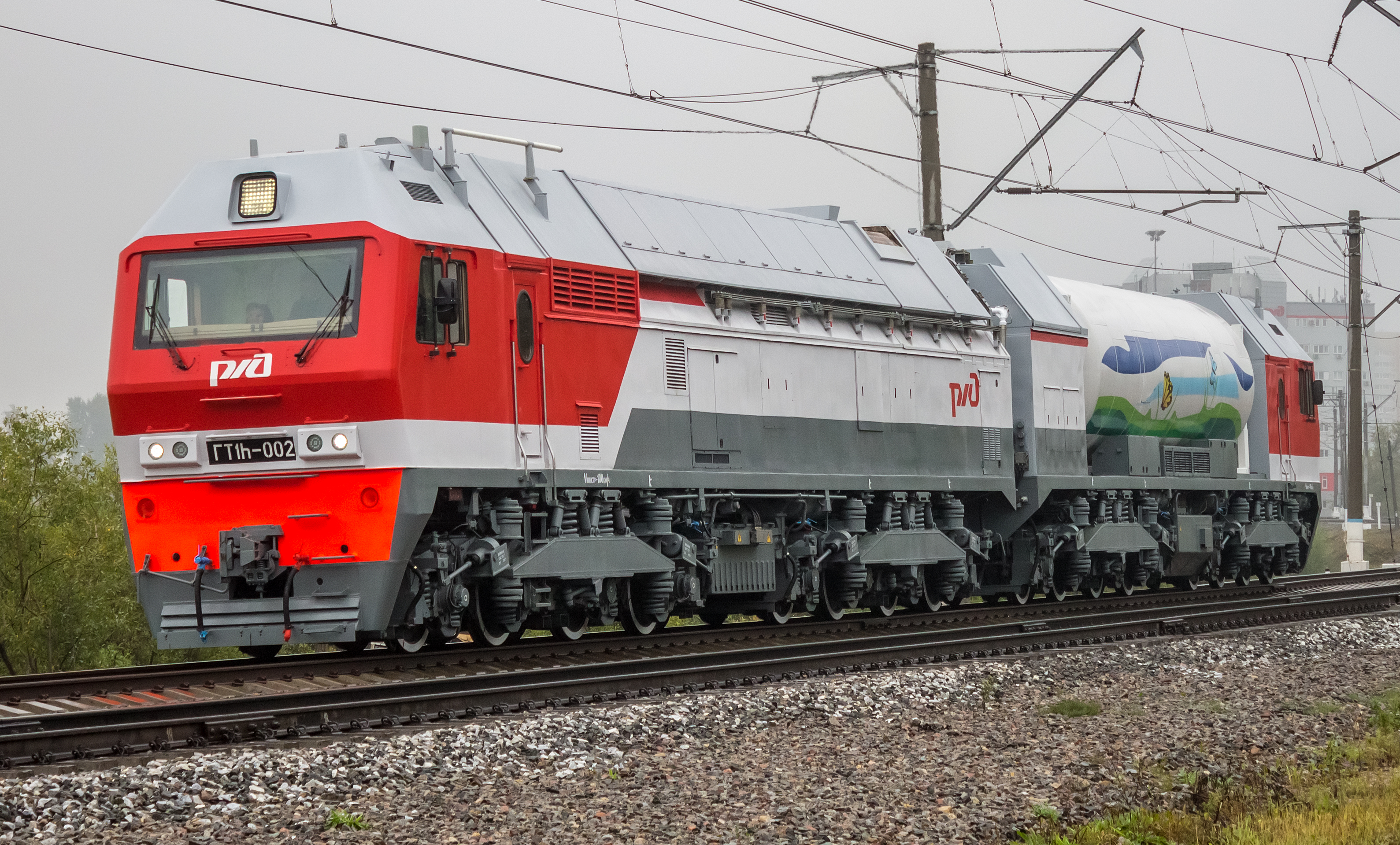
俄羅斯鐵路GT1h-002燃氣渦輪機車

2006 年由电力机车 VL15 改造并于 2007 年推出的 GT1-001 货运 GTEL 以液化天然气为动力，最大输出功率为 8,300 kW（11,100 hp）。 一节承载液化天然气罐，一节装有涡轮发电，两节都有牵引马达。机车采用B-B-B+B-B-B轮式布置，最多可以连接三台GT1机车。 2009 年 1 月 23 日，GT1-001 与 159节车厢重达 15,000公噸（14,800長噸；16,500短噸）; 2010 年 12 月进行了进一步的重载测试。 在 2011 年 9 月进行的一次试运行中，机车牵引了 170 节货运车厢重达 16,000公噸（15,700長噸；17,600短噸）. 2012年，用于调车操作的辅助柴油机被一个蓄能器取代，机车更名为GT1h（其中'h'代表混合动力车)。 GT1h-001 仍然是原型，从未投入生产。
GT1h-001 的继任者是 GT1h-002。 尽管型号名称相同，但该机车的设计却完全不同，其轮子排列源自 TEM7 柴油调车机车 (BB)-(BB)+(BB)-(BB) ，以及从2ES6电力机车的车身衍生而来的带有开放式液化天然气罐的新车身。 这种串行类型的最大输出功率为 8,500 kW（11,400 hp）。 两台 GT1h 机车都在 乌拉尔地区 的 Egorshino 运行。